# Dobropoljci
Dobropoljci falu Horvátországban Zára megyében. Közigazgatásilag Lišane Ostrovičke községhez tartozik.

## Fekvése
Zárától légvonalban 49, közúton 72 km-re délkeletre, községközpontjától légvonalban 5, közúton 19 km-re északkeletre, Dalmácia északi részén, Bukovica tájegység délnyugati részén fekszik.

## Története
A török kiűzése után a 17. század végén többségben pravoszláv lakosság (tulajdonképpen szerb) vándorolt be a falu területére, akiket a korabeli velencei források vlachoknak, illetve morlakoknak neveznek. 1797-ig a Velencei Köztársaság része volt. Miután a francia seregek felszámolták a Velencei Köztársaságot a campo formiói béke értelmében osztrák csapatok szállták meg. 1806-ban a pozsonyi béke alapján az Első Francia Császárság Illír Tartományának része lett. 1815-ben a bécsi kongresszus újra Ausztriának adta, amely a Dalmát Királyság részeként Zárából igazgatta 1918-ig. A településnek 1857-ben 525, 1910-ben 604 lakosa volt. Az első világháború után előbb a Szerb-Horvát-Szlovén Királyság, majd Jugoszlávia része lett. A második világháború idején 1941-ben a szomszédos településekkel együtt Olaszország fennhatósága alá került. Az 1943. szeptemberi olasz kapituláció, majd a német megszállás után újra Jugoszlávia része lett. Lakói közül többen részt vettek a megszállók elleni partizánharcokban. (Az elesetteknek állított emlékművet 1995-ben a bevonuló horvátok lerombolták.) 1991-ben lakosságának 95 százaléka szerb, 4 százaléka horvát nemzetiségű volt. 1991 szeptemberében a település szerb igazgatás alá került és a Krajinai Szerb Köztársaság része lett. A csekély számú horvát lakos, az Ivković család tagjai a korábbi jó családi kapcsolatokban reménykedve nem tartottak atrocitásoktól. Ez azonban idővel megváltozott. Az első meggyilkolt áldozat 1992 szeptemberében a 60 éves Tomo volt, majd ezután a családnak még öt tagja esett a szerbek áldozatául. Összességében a falu horvát lakosságának majdnem felét kiirtották. 1995 augusztusában a Vihar hadművelet során foglalta vissza a horvát hadsereg. Szerb lakossága elmenekült. A falunak 2011-ben 29 lakosa volt, akik főként mezőgazdasággal és állattartással foglalkoztak.

## Lakosság
| Lakosság változása | Lakosság változása | Lakosság változása | Lakosság változása | Lakosság változása | Lakosság változása | Lakosság változása | Lakosság változása | Lakosság változása | Lakosság változása | Lakosság változása | Lakosság változása | Lakosság változása | Lakosság változása | Lakosság változása | Lakosság változása |
| ------------------ | ------------------ | ------------------ | ------------------ | ------------------ | ------------------ | ------------------ | ------------------ | ------------------ | ------------------ | ------------------ | ------------------ | ------------------ | ------------------ | ------------------ | ------------------ |
| 1857               | 1869               | 1880               | 1890               | 1900               | 1910               | 1921               | 1931               | 1948               | 1953               | 1961               | 1971               | 1981               | 1991               | 2001               | 2011               |
| 525                | 516                | 561                | 528                | 608                | 604                | 756                | 683                | 715                | 777                | 714                | 590                | 514                | 494                | 24                 | 29                 |

## Nevezetességei
Szent György tiszteletére szentelt szerb pravoszláv temploma 1724-ben épült, története során többször megújították.

## Fordítás
Ez a szócikk részben vagy egészben  a(z)   Добропољци című szerb Wikipédia-szócikk ezen változatának fordításán alapul.  Az eredeti cikk szerkesztőit annak laptörténete sorolja fel. Ez a jelzés csupán a megfogalmazás eredetét és a szerzői jogokat jelzi, nem szolgál a cikkben szereplő információk forrásmegjelöléseként.
Ez a szócikk részben vagy egészben  a   Dobropoljci című horvát Wikipédia-szócikk ezen változatának fordításán alapul.  Az eredeti cikk szerkesztőit annak laptörténete sorolja fel. Ez a jelzés csupán a megfogalmazás eredetét és a szerzői jogokat jelzi, nem szolgál a cikkben szereplő információk forrásmegjelöléseként.